# Abyss (Film)
Abyss (Fernsehtitel: Abyss – Abgrund des Todes; Originaltitel: The Abyss, deutsch „Der Abgrund“) ist ein Science-Fiction-Film des Regisseurs James Cameron aus dem Jahr 1989. Der Film startete am 28. September 1989 in den deutschen Kinos.

## Handlung
Im Jahr 1994: Das US-amerikanische, mit Atomsprengkörpern bewaffnete U-Boot USS Montana erleidet, einem geheimnisvollen Licht folgend, infolge einer Begegnung mit einem nicht identifizierten unterseeischen Objekt am Rande des Kaimangrabens einen kompletten Energieverlust. Es kommt zu einer schweren Havarie, das Boot sinkt auf Grund in 2000 Fuß (610 m) Tiefe, nur 80 Meilen vor der kubanischen Küste. Weil sich sowohl sowjetische und kubanische Spionageschiffe als auch der Hurrikan Frederic der Unglücksstelle nähern, beschließen die Amerikaner, ein Team von vier Navy SEALs auf die nächstgelegene Öl-Plattform zu bringen. Diese, die mobile und tauchbare Bohrplattform Deepcore, betrieben von der Firma Benthic Petroleum, soll als Operationsbasis für die Rettungsmission Operation Selbor genutzt werden, um offiziell im Wrack nach Überlebenden zu suchen. Eigentliches Ziel ist die Bergung von Sprengkörpern vor Eintreffen der Russen.
Die Chefkonstrukteurin der Rig, Dr. Lindsey Brigman, taucht zusammen mit den Navy SEALs zur Plattform ab, auf der ihr geschiedener Ehemann Virgil „Bud“ Brigman als Bohrmeister (englisch toolpusher) arbeitet. Der befehlshabende Offizier der SEALs, Lieutenant Hiram Coffey, erkrankt während des Tauchgangs anfangs unbemerkt am Heliumtremor, wodurch seine Fähigkeit zu rationalem Denken und Handeln schwindet. Als die Ölarbeiter und das SEAL-Team in dem völlig gefluteten Wrack der USS Montana bis zur Raketen-Kommandozentrale vordringen, um die Abschusscodes zu bergen, bricht plötzlich die elektrische Versorgung der Tauchausrüstung zusammen. Deepcore-Crewmitglied Jammer Willis sieht im Wrack ein leuchtendes Wesen, gerät daraufhin in Panik und fällt ins Koma.
Als der Sturm an Intensität zunimmt und ebenso die Spannungen der Supermächte an der Oberfläche, nehmen sich Coffey und sein Team ohne Wissen der Crew eines der Mini-U-Boote der Rig für eine geheime Bergungsmission, um einen Nuklearsprengkopf einer Trident-Rakete sicherzustellen, mit dem das Wrack der Montana, wenn nötig, vernichtet werden soll. Das U-Boot wird aber unbedingt benötigt, um das Verbindungskabel zum Versorgungsschiff Benthic Explorer zu kappen. Dieses kann durch die starken Winde und Wellen seine Position nicht mehr halten, wodurch sich das Verbindungskabel zur Rig so sehr spannt, dass es den Kranausleger vom Deck hinab in die Tiefe reißt. Der abgerissene Haltekran schlägt neben der Rig in den Ozeanboden, rutscht über die Riffkante und zieht die Rig durch sein großes Gewicht weiter in Richtung des 6000 Meter tiefen Abgrunds. Die Rig havariert, der Techniker/Arzt der ‚Seals‘ wird verletzt, und vier Besatzungsmitglieder sowie ein weiterer Seal ertrinken, als Wasser einbricht und verschiedene Bereiche flutet.
Die Feindseligkeiten nehmen zu, als die Plattform den Kontakt zur Wasseroberfläche verliert und der Zorn der Besatzung auf die Seals wegen der gestorbenen Kameraden steigt. Die Crew hat Erlebnisse mit den fremden Lebensformen, die offenbar tief unten im nahegelegenen Abgrund leben. Während die Crew um Lindsey und Virgil sowie der Techniker der Seals mit Begeisterung und Neugier reagieren, sieht der zunehmend paranoide Lieutenant Coffey nur eine Bedrohung. Er schleppt schließlich den Nuklearsprengkopf in die Ladebucht, aktiviert und vertaut ihn an Big Geek, einem fernsteuerbaren Schwimmkörper, der damit in den Abgrund tauchen und dort den Sprengkopf zünden soll, um den ominösen Feind zu vernichten. Zuvor nimmt Coffey die verbliebene Mannschaft gefangen, die aber vom inzwischen aus dem Koma erwachten Jammer befreit wird. Bud taucht zur Ladebucht hinab, wo Coffey ihn beinahe erschießt, es aber nicht kann, da ihm sein Techniker zuvor unbemerkt das Magazin aus der Pistole entfernt hat, woraufhin es zum Kampf der beiden kommt, in den sich auch Catfish einmischt. Coffey kann jedoch mit einem U-Boot entkommen.
Lindsey folgt und stoppt Coffey in einem dramatischen Unterwasserkampf, indem sie sein Boot mehrfach rammt. Beide Boote bleiben manövrierunfähig liegen, wobei Coffeys Boot über die Riffkante hängt, schließlich abrutscht und letztendlich unter dem steigenden Wasserdruck implodiert. Der aktivierte Sprengkopf sinkt derweil zum Grund des Grabens ab. Gefangen in dem manövrierunfähigen, schnell flutenden Tauchboot, überlässt Lindsey Bud den einzig an Bord verfügbaren Tauchanzug. Bud soll Lindseys bewusstlosen Körper nach ihrem Ertrinken im eiskalten Wasser zur Rig hinüberziehen, um sie dort mit einem Defibrillator wieder zu beleben. Die dramatische Aktion gelingt.
Die beiden überlebenden Seals schließen sich in der Folge von Coffeys befehlswidrigem Handeln der Crew an und stellen Bud einen experimentellen Tauchanzug zur Verfügung, durch den ein Taucher mittels Flüssigkeitsatmung Sauerstoff erhält. Dieses Verfahren ermöglicht einem Taucher, weiter hinab zu tauchen als mit Druckluftflaschen, da die Lungenflügel aufgrund der atembaren Flüssigkeit vom zunehmenden Wasserdruck nicht zusammengedrückt werden. Bud will auf den Grund des Grabens hinab tauchen, tiefer als irgendein Mensch zuvor, und den Sprengkopf vor seiner Explosion entschärfen. Seine Mission gelingt, doch Buds Atemflüssigkeit reicht nicht mehr, um aus einer Tiefe von 18.000 Fuß (5500 m) auf die Bohrplattform zurückzukehren. Bud schreibt Lindsey mittels eines Text-Kommunikators, da durch die Flüssigkeitsatmung Sprechen nicht mehr möglich ist, dass er sich der Ausweglosigkeit seiner Mission im Voraus bewusst war. Er übersendet eine letzte Mitteilung, dass er Lindsey liebe und sie immer noch als seine Frau betrachte, woraufhin Lindsey seine Liebe erwidert.
Die leuchtenden außerirdischen Unterwasserwesen finden den nahezu bewusstlosen Bud, dem die Sauerstoff-Versorgung ausgeht, und bringen ihn zu einer großen, leuchtenden unterseeischen Anlage. Sie versorgen ihn mit natürlicher Umgebungsatemluft, nehmen ihn freundlich auf und beginnen, mit ihm zu kommunizieren. Die bereits vor Jahrtausenden auf der Erde gelandeten Wesen zeigen Bud mehrere aufgezeichnete Ausschnitte aus TV-Sendungen, die die sich verschärfende politische Lage an der Oberfläche und das generell selbstzerstörerische menschliche Verhalten dokumentieren. Währenddessen beginnen sie, mehrere 100 Meter hohe Tsunamis auf dem ganzen Globus zu generieren. Schweigend erklären sie Bud, dass sie die Menschheit lange Zeit alleine gelassen hätten, jedoch nun glauben, dass die Menschheit zu selbstzerstörerisch geworden sei, um mit diesem Verhalten fortzufahren. Die Wesen stoppen die Tsunamis auf der ganzen Welt aber kurz vor dem Einschlag und begründen das damit, dass er ihnen bewiesen habe, dass es auch Menschen mit Liebe und Aufopferungsbereitschaft gebe. Die Außerirdischen haben jedoch aus Furcht vor einem Atomkrieg ihre Abreise vorbereitet, bevor sie ihre Friedensbotschaft hinterlassen haben.
Bud tippt zum Erstaunen der Mannschaft auf der Rig eine weitere Mitteilung in seinen Kommunikator und schreibt, dass er neue Freunde gefunden hat, und fragt, ob die Warnung angekommen sei. Die Unterwasserwesen beenden den Sturm und lassen eine riesige Plattform zur Oberfläche aufsteigen, die die Benthic Explorer und fünf weitere Schiffe mit anhebt. Die Mannschaft der Rig (inklusive der beiden Seals) kann aufgrund der Hilfe der Wesen die Plattform ohne Dekompression verlassen. Lindsey sieht Bud aus dem Schiff kommen, stürmt auf ihn zu und küsst ihn, während im Hintergrund die Sonne durch die Wolken bricht.

## Hintergrund

### Filmversionen
Die ursprüngliche Kinoversion dauerte circa 137 Minuten und unterdrückte dabei sowohl die Charakterisierung einiger Nebenrollen als auch die Nebenhandlung des über der Wasseroberfläche schwelenden Konflikts der atomaren Supermächte. 1993 wurde die überarbeitete, revidierte Fassung mit einer Laufzeit von nun 164 Minuten veröffentlicht. Auf den im Jahr 2000 (DVD) bzw. 2024 (Blu-Ray) veröffentlichten Bildträgern ist der Film in beiden Versionen anwählbar.

### Unterwasserdreh
Die Schauspieler und das Filmteam trainierten eine Woche lang Tauchen auf den Kaimaninseln. Dies war notwendig, da 40 % aller Action-Aufnahmen unter Wasser stattfanden. Camerons Filmstudio musste dafür neue Geräte und Ausstattung entwickeln und fertigen, so etwa ein modernes Kommunikationssystem, mit dem der Regisseur auch unter Wasser mit Schauspielern sprechen und deren Dialoge aufzeichnen konnte. Cameron plante ursprünglich auf den Bahamas zu drehen, wo die Geschichte angesiedelt ist. Der Regisseur erkannte, dass er aufgrund der umfangreichen Stunts und Spezialeffekte vollständige Kontrolle über die Kulissen und das Filmset benötige. Er erwog den Film auf Malta zu drehen, wo der größte ungefilterte Wassertank steht, doch dieser genügte den Anforderungen nicht.
Der Film wurde letztlich im Rohbau des Atomkraftwerks Cherokee in Gaffney (South Carolina) gedreht, dessen Fertigstellung abgebrochen wurde, nachdem ein örtliches Energieversorgungsunternehmen bereits 700 Millionen US-Dollar investiert hatte. Die Unterwasser-Szenen wurden in zwei speziell konstruierten Tanks gedreht. Der erste Tank fasste 34,1 Millionen Liter Wasser, war 16,7 Meter tief, 63,7 Meter breit und zu diesem Zeitpunkt der größte filternde Süßwassertank der Welt. Um den Einfall von Tageslicht zu verhindern, wurde der Tank in einigen Metern Höhe mit einer schwarzen Plane abgedeckt. Da diese Plane von der Witterung am Drehort jedoch teils arg mitgenommen war, mussten in vielen Szenen Nachtdrehs anberaumt werden. Zusätzlich wurden schwarze Kunststoffkügelchen ins Wasser gegeben, damit die Wasseroberfläche, auf der diese schwammen, von unten
gefilmt nicht reflektierte.
Zusätzliche Szenen wurden im zweiten Tank gedreht, welcher ein Fassungsvermögen von 11,4 Millionen Liter hatte. Noch während das Produktionsteam den Tank bemalte, ließ man Millionen Liter Wasser hineinfließen. Nach fünf Tagen war dieser gefüllt. Die Rig wurde an einem 90.000 kg schweren Betonsockel am Grund des Tanks befestigt. Sie bestand aus sechs unvollständigen und vollständigen Modulen, welche innerhalb von sechs Jahren geplant und gefertigt wurden.
Die beiden Wasserfahrzeuge Flatbed und Cab One wurden extra für den Film von Can-Dive Services Limited hergestellt, einem kommerziellen kanadischen Tauchunternehmen, welches auf Tauchsysteme und Unterwassertechnologie spezialisiert ist. Der Bau des Sets für Camerons 43-Millionen-Dollar-Produktion kostete zwei Millionen US-Dollar.

### Spezialeffekte
Da viele Szenen mit den Forschungs-U-Booten im von Cameron geforderten halsbrecherischen Tempo nicht real gedreht werden konnten, wandte man sich an mehrere Spezialeffekt-Firmen, darunter DreamQuest (Predator) und Fantasy II (Terminator), die unter der Leitung John Brunos in einer Mischung aus Miniaturmodell-, Motion-Control-, Bluescreen- und häufig auch Rückprojektionsaufnahmen viele knifflige Szenen erst vervollständigten. Eine raffinierte Verwendung von Rückprojektion fand bei den Szenen mit dem Forschungs-U-Boot statt: Um diesen ihre Sterilität zu nehmen, wurden kleine Projektionsleinwände in die Miniatur-U-Boot-Modelle eingebaut, auf die mit einem ebenfalls eingebauten Miniprojektor zuvor aufgenommenes Filmmaterial der in einem Cockpitset sitzenden Darsteller geworfen wurde. So entstand bei den Miniaturszenen der Eindruck, als säßen tatsächlich die Darsteller in den Pilotenkanzeln. Auch die Szene, in der Ed Harris im Finale mit den Unterwasserwesen durch eine Wasserwand kommuniziert, entstand größtenteils mit Hilfe des Rückprojektionsverfahrens. Bestehen die meisten Szenen des Films somit also aus – z. T. einfallsreich variierten – traditionellen Techniken, stießen die Macher bei einer Szene an ihre Grenzen. In dieser Schlüsselszene bildet sich im Hauptbecken der U-Bohrinsel ein stabiler Wasserkörper, der wurmartig dem Wasser entsteigt, die Station von innen erforscht und dabei sogar die Form der Gesichter von mehreren Crew-Mitgliedern annimmt. Hier wandte man sich an die Spezialeffektfirma Industrial Light & Magic, die seit längerem schon mit computergenerierten Effekten experimentierte, so z. B. in Zusammenarbeit mit Pixar bei Das Geheimnis des verborgenen Tempels. Unter der Leitung von Dennis Muren entstanden dabei mehrere computergenerierte Aufnahmen, die für die damalige Zeit absoluten Durchbruchcharakter hatten.
Das Gesamtergebnis geriet dabei so überzeugend, dass Abyss bzw. John Bruno und Dennis Muren mit dem Oscar für die Besten Spezialeffekte ausgezeichnet wurde. Bei der revidierten, längeren Special Edition des Filmes aus dem Jahre 1992 wurde das Finale des Films noch um einige Szenen erweitert, die erneut Spezialeffekte erforderten. Es galt dabei, das Herannahen riesiger Wellen an amerikanische Strände glaubhaft darzustellen. Zu diesem Zwecke wurden Wellen auf Hawaii gefilmt und später mit Aufnahmen von Stränden und Buchten in Los Angeles und New York kombiniert. Mit Hilfe des Rückprojektionsverfahrens konnten dabei auch wacklige Live-Fernseh-Bilder fingiert werden. Schließlich kam auch die weiterentwickelte Computeranimation nochmals zum Zuge, und zwar in einer Einstellung, in der eine Riesenwelle urplötzlich anhält und für einen Moment komplett stillsteht. Umgesetzt wurden all diese neuen Szenen wiederum von Industrial Light & Magic. Des Weiteren waren an den Spezialeffekten und visuellen Effekten Wonderworks, Walt Conti und Steve Johnson beteiligt.

### Trivia

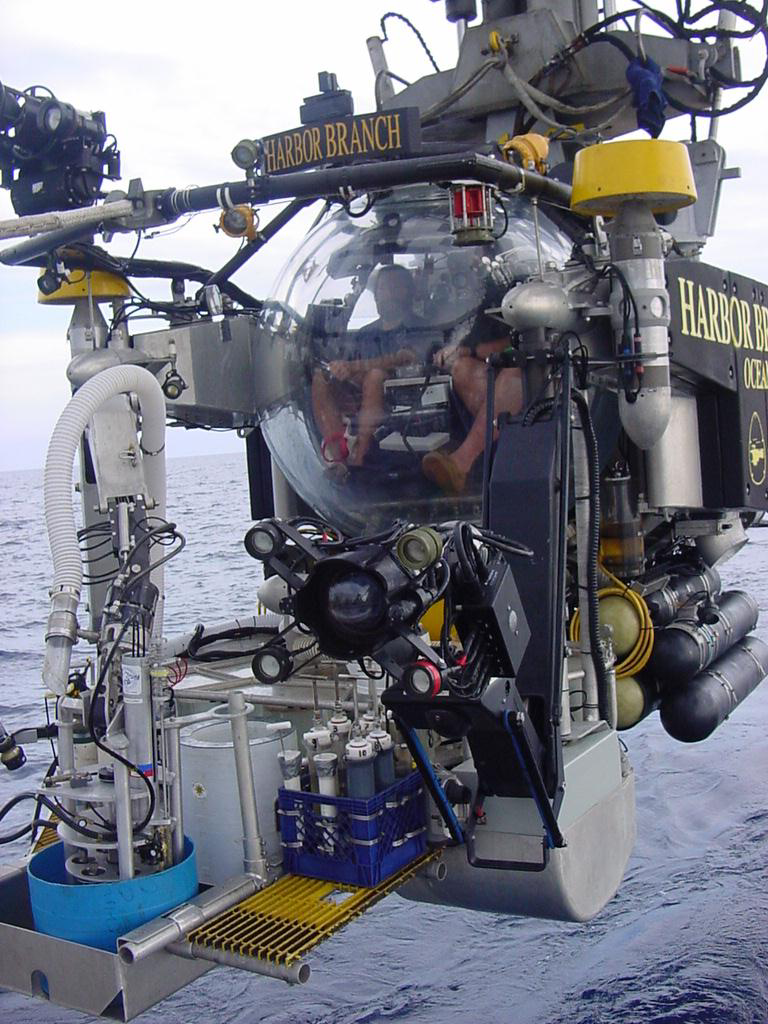
Johnson Sea Link

- Der Originaltitel The Abyss bedeutet wörtlich übersetzt „Der Abgrund“, steht aber, wie der erste Teil des Namens der fiktiven Öl-Gesellschaft Benthic Petroleum, auch für einen meereskundlichen Begriff, der einen Tiefseeabschnitt bezeichnet (→ Benthal).  Die Bezeichnung Rig leitet sich von der englischsprachigen Bezeichnung einer (Öl)-Bohrplattform oder eines Bohrgerätes (oil rig bzw. drilling rig) ab.
- Der Name der Öl-Gesellschaft Benthic Petroleum ist auch auf Tanklastern in den Filmen Terminator 2 und Twister zu lesen.
- Nach Angaben von Produzentin Gale Anne Hurd lagen die Produktionskosten bei 48 Millionen US-Dollar, geplant waren 32 Millionen. Der Film spielte in den Kinos weltweit rund 90 Millionen US-Dollar ein, davon rund 54 Millionen in den Kinos der USA.
- Nach Ankündigung des Films wollten sich andere Studios mit den Produktionen Leviathan und Deep Star Six an einen möglichen Erfolg anhängen. Aufgrund der bisherigen Filme Camerons, die alle starke Horrorelemente enthielten, wurden auch diese Produktionen darauf ausgerichtet. Da Abyss mit seinen Spezialeffekten jedoch eine lange Herstellungszeit hatte, kamen diese Filme vor Abyss in die Kinos.
- Michael Biehn spielte bereits 1984 in James Camerons Terminator und 1986 in Aliens einen Protagonisten, hier dann den Antagonisten. Auch in Das siebte Zeichen spielt Michael Biehn eine Hauptrolle.
- Bei einem der im Film verwendeten Arbeits-U-Boote handelte es sich um ein Boot vom Typ Johnson Sea Link.
- Der Roman zum Film erschien unter dem deutschen Buchtitel Abyss. In der Tiefe des Meeres. Autor Orson Scott Card schrieb den Roman so, dass man den Eindruck gewinnt, der Roman hätte als Vorlage für den Film gedient. Tatsächlich schrieb Card den Roman aber auf Grundlage des Drehbuchs von James Cameron.
- Die längere „Special Edition“ verwendet in der Szene, in der die Unterwasserwesen Bud zeigen, wozu die Menschheit fähig ist, eine Passage der Filmmusik von Das siebte Zeichen, die von Jack Nitzsche komponiert wurde. Dies geschah, da die Bildsequenz im Rhythmus dazu geschnitten wurde (die Musik hatte man als temporäre Musik verwendet) und es nun einfacher war, die Lizenz für die Musik zu besorgen, als neue Musik zu komponieren.
- Der Film beginnt in der Special Edition mit dem Zitat „… when you look long into an abyss, the abyss also looks into you“, welches von Friedrich Nietzsche stammt und im Original „Und wenn du lange in einen Abgrund blickst, blickt der Abgrund auch in dich hinein“ lautet. Das Zitat wurde aus der Kinoversion herausgeschnitten, als man bemerkte, dass das Zitat im Film Der Frauenmörder verwendet wurde, der nur wenige Monate vor der Premiere von The Abyss erschien.
- Bendix kommentiert die Ankunft von Lindsey Brigman mit den Worten „The queen bitch of the universe“. Dies ist eine direkte Anspielung auf Camerons vorherigen Film Aliens – Die Rückkehr. In der deutschen Synchronisation entfällt die Anspielung, da man hier „Der Superdrachen der westlichen Hemisphäre“ hört. Auch die Inneneinrichtung der Tauchstation erinnert an die Nostromo in Alien – Das unheimliche Wesen aus einer fremden Welt.
- Für die Darstellung der Flüssigkeitsatmung im Film wurden tatsächlich Ratten in eine mit Sauerstoff angereicherte Fluorkohlenwasserstoff-Flüssigkeit getaucht. Es wurden sechs Einstellungen mit lebenden Ratten gedreht, wobei laut Aussagen der Filmemacher keines der Tiere dabei starb. Für Menschen ist die Flüssigkeitsatmung im wachen Zustand bislang nicht praktikabel, so war die bei Schauspieler Ed Harris gezeigte Flüssigkeitsbeatmung nur vorgetäuscht: Dazu wurde sein Helm mit rosa gefärbtem Wasser gefüllt, sodass er für jede Aufnahme stets lange die Luft anhalten musste. Als er bei einer dieser Aufnahmen fast ertrank, schlug er James Cameron anschließend mit der Faust ins Gesicht und brach ihm fast die Nase. Cameron soll später gesagt haben, er habe das verdient.
- Der Darsteller von Lew Finler starb am 22. Mai 1990 – rund neun Monate nach der Erstveröffentlichung des Films. In der Special Edition wurde im Abspann deshalb diese Widmung hinzugefügt: This film is dedicated to the memory of Captain Pierce Oliver Kidd Brewer Jr.

## Synchronisation
Die deutsche Synchronisation entstand nach einem Dialogbuch und unter der Dialogregie von Pierre Peters-Arnolds im Auftrag der cine – adaption GmbH Film- und Fernsehsynchronisation.
| Darsteller                  | Sprecher              | Sprecher Special Edition (falls abweichend) | Rolle                                 |
| --------------------------- | --------------------- | ------------------------------------------- | ------------------------------------- |
| Ed Harris                   | Fred Maire            |                                             | Virgil 'Bud' Brigman                  |
| Michael Biehn               | Arnim André           |                                             | Lt. Hiram Coffey                      |
| Mary Elizabeth Mastrantonio | Viktoria Brams        |                                             | Lindsey Brigman                       |
| Kimberly Scott              | Eva Kinsky            |                                             | Lisa 'One Night' Standing             |
| Chris Elliott               | Ulrich Frank          |                                             | Bendix                                |
| Todd Graff                  | Udo Wachtveitl        |                                             | Alan 'Hippy' Carnes                   |
| Michael Beach               | Fabian von Klitzing   |                                             | Barnes                                |
| Thomas F. Duffy             | Uwe Jellinek          |                                             | Bauarbeiter (Special Edition)         |
| Chris Elliott               | Bodo Wolf             |                                             | Bendix (Special Edition)              |
| Leo Burmester               | Michael Rüth          |                                             | Catfish de Vries                      |
| J. Kenneth Campbell         | Randolf Kronberg      |                                             | DeMarco                               |
| Brad Sullivan               | Norbert Gastell       |                                             | Executive                             |
| Adam Nelson                 | Ulf-Jürgen Wagner     | Jörg Döring                                 | Fähnrich Monk                         |
| Ken Jenkins                 | Michael Gahr          |                                             | Gerard Kirkhill                       |
| John Bedford Lloyd          | Dirk Galuba           |                                             | Jammer Willis                         |
| Peter Ratray                | Ulf Jürgen Söhmisch   |                                             | Kapitän                               |
| Chris Anastasio             | Frank-Otto Schenk     |                                             | Lastwagenfahrer (Special Edition)     |
| Jimmie Ray Weeks            | Reinhard Glemnitz     |                                             | Leland McBride                        |
| Captain Kidd Brewer Jr.     | Willi Röbke           |                                             | Lew Finler                            |
| Joe Farago                  | Gerd Rigauer          | Andreas Thieck                              | Nachrichtensprecher                   |
| Marcus K. Mukai             | Andreas Hosang        |                                             | Nachrichtensprecher (Special Edition) |
| Frank Lloyd                 | Florian Halm          |                                             | Navigator                             |
| William Wisher              | Pierre Peters-Arnolds | Stefan Fredrich                             | Reporter Bill Tyler                   |
| J.C. Quinn                  | Pierre Peters-Arnolds | Dirk Galuba                                 | Sonny Dawson                          |

## Kritiken
„Camerons wuchtiger Eintrag ins SF-Genre ließ Anfang der Neunziger auf eine ernsthafte Renaissance des Genres hoffen, bevor im Gefolge von Independence Day die Rückkehr zur Spezialeffektblödheit an der Tagesordnung war. Was bleibt ist ein großartig verfertigter James Cameron-Film, in dem seine Stärken (das knappe, intensive Zeichnen von Charakteren, die stets militärkritische Haltung, der souveräne Einsatz von Effekten und vor allem die ökonomische Inszenierung: Eine Szene zwischen Harris und Mastrantonio gehört zum Nervenzerfetzendsten, was die gesamte Filmgeschichte zu bieten hat) unbarmherzig auf seine Schwächen (der immer etwas sentimentale Humanismus, der hier gegen Ende besonders unvermittelt hervorbricht) aufeinandertreffen. Trotzdem: Ein Meilenstein, nicht unwürdig mit den Filmen des großen Howard Hawks in einem Atemzug genannt zu werden.“

„Regisseur James Cameron folgt einem todsicheren Spannungskonzept: Allein die klaustrophobische Enge unter Wasser und die unheimliche Gefahr am Meeresgrund garantieren Nervenkitzel.“

„Wie in ‚Titanic‘ hält Cameron opulente Tricks und menschliche Tragödien in Einklang.“

„Dank des perfekten Einsatzes technischer Kabinettstücke gerät die naive und weitgehend unoriginelle Geschichte, die Versatzstücke unterschiedlicher Genres verarbeitet und zu einer naiven Heilsgeschichte hochstilisiert, über weite Strecken in Vergessenheit. Die 1993 herausgebrachte, 30 Minuten längere ‚Special Edition‘ verstärkt die ökologiekritischen Ansätze, besitzt eine ausgewogenere Gesamtkonzeption und schafft mit der bisher vernachlässigten inneren Spannung und Handlungslogik einen sinnvollen Ausgleich zu den aufwendigen Effekten.“

## Auszeichnungen
- Oscarverleihung 1990: Der Film gewann einen Preis in der Kategorie Beste visuelle Effekte. Er war zudem in drei weiteren Kategorien nominiert: Bestes Szenenbild, Beste Kamera und Bester Ton.

- Der Film gewann einen Saturn Award 1991 in der Kategorie Bester Regisseur und war in sechs weiteren Kategorien nominiert: Bester Science-Fiction-Film, Bestes Drehbuch, Bester Hauptdarsteller, Beste Hauptdarstellerin, Beste Musik und Beste Spezialeffekte.

- Produzent Van Ling wurde ein Video Premiere Award 2001 für das DVD-Menu-Design der Special-Edition verliehen.